# 徐彦若
徐彦若（850年代—901年），字俞之，封齐国公，唐朝官员，唐昭宗年间为宰相。

## 家世和早期仕途
徐彦若生年約850年－860年間，是武则天统治期间著名法官大理卿徐有功的六世孙。祖上为北祖上房徐氏。曾祖父徐宰为大理评事，祖父徐陶中进士，父徐商在唐懿宗年间为宰相。徐彦若至少有四个弟弟徐仁嗣、徐仁矩、徐仁範和徐仁勗。《旧唐书》记载其有弟徐彦枢，未知是否即以上四人之一。
徐彦若于唐懿宗咸通十二年（872年）中进士。唐僖宗乾符元年（874年）十一月，以吏部员外郎为长安令。末年，以尚书郎知制诰，正拜中书舍人。

## 唐昭宗年间

### 拜相前
文德元年（888年），唐僖宗崩，弟唐昭宗继位。徐彦若以吏部侍郎迁御史中丞。大顺二年（891年），朝廷讨伐军阀河东节度使李克用失利，正月，倡导此战的宰相张濬和孔纬被罢免，徐彦若和翰林学士承旨、兵部侍郎崔昭纬一同被授同中书门下平章事，拜为宰相，代替了他们。徐彦若还被任为户部侍郎。

### 拜相
徐彦若又历任吏部侍郎、检校户部尚书。景福二年（893年），军阀凤翔节度使李茂贞击败另一军阀山南西道节度使杨守亮后上表昭宗，求任山南西道节度使，期待兼领两镇。昭宗却想为朝廷收回一些领地，便于正月下诏任李茂贞兼领相邻的武定军节度使，而任时任中书侍郎的徐彦若为检校尚书左仆射、同平章事、山南西道节度使。徐彦若以秘书省校书郎王涣为节度推官。李茂贞失望，不奉诏，表章不逊且切责时政，昭宗不能容忍，意欲加兵，八月，昭宗命嗣覃王李嗣周率领新组建的三万禁军护送徐彦若就职。李茂贞与盟友静难节度使王行瑜调兵准备迎战，禁军望风溃逃，李、王兵临京城长安。宰相杜让能原本反对昭宗讨伐凤翔，昭宗不听，还专任他计划调度此战。李、王迫使昭宗赐死杜让能。昭宗也被迫召回徐彦若，同意李茂贞兼领凤翔和山南西道。徐彦若则改任御史大夫。后复拜御史中丞，改兵部侍郎。
乾宁元年（894年）七月，另一宰相郑綮致仕，徐彦若再度以同中书门下平章事拜相，还被任为中书侍郎、吏部尚书。累兼左仆射、监修国史。乾宁二年（895年）五月，李茂贞、王行瑜再犯长安，杀宰相韦昭度和李磎，昭宗离京逃入秦岭中。徐彦若和其他宰相王抟、崔昭纬、崔胤等随驾。后来李克用打败王行瑜，迫使李茂贞和另一盟友镇国军节度使韩建暂时降顺，君臣得以返回长安。昭宗还京后，九月，徐彦若以光禄大夫、守尚书左仆射、门下侍郎、同平章事、监修国史、上柱国、东莞郡公的身份加开府仪同三司、守司空、进封齐国公、太清宫、修奉太庙等使，加弘文馆大学士、延资库使，充诸道盐铁转运等使，赐“扶危匡国致理功臣”名。
乾宁三年（896年），李茂贞再度作势攻长安，昭宗率朝廷逃离京城，起初想逃到李克用的河东军。但他们因长途跋涉而疲倦，当韩建担保效忠皇帝后，昭宗君臣前往镇国军军部华州。昭宗在华州期间因李茂贞的士兵焚毁了长安大部分宫室，以徐彦若为大明宫留守，兼京畿安抚制置等使，意在让徐彦若负责重建长安。徐彦若奏起居郎王涣为推官。但徐彦若在长安重建中起到的作用不详。光化元年（898年），昭宗得以返京，正月，徐彦若为司徒，二年（899年）十一月又进位太保、门下侍郎。

### 拜相后
在徐彦若和崔胤劝说下，昭宗下诏李克用与宣武军节度使朱全忠解仇。
宦官枢密使景务修、宋道弼复专政，崔胤深恶之，彼此不睦。徐彦若和王抟有度量，担心他们相争危及时局，曾奏请昭宗整改宦官擅权之弊；并稍抑崔胤以为调和，因而为崔胤所恶。光化三年（900年）九月，崔胤成为朝中最有权的宰相，嫉妒徐彦若位在自己之上，又记恨其先前和王抟一同揭发崔昭纬等事。徐彦若觉察到，请辞，更请求为清海节度使。时任清海节度使嗣薛王李知柔是为数不多的还服从朝廷的节度使之一，愿意接受代任。昭宗任时食邑五千户、食实封一百户的徐彦若为检校太尉、同平章事、广州刺史、充清海军节度、岭南东道管内观察处置供军粮料等使。十二月，李知柔在任上过世，徐彦若未能赶在他生前就任。徐彦若赴任途经荆南，节度使成汭设宴招待，提及了一出旧争端：徐彦若为宰相时，曾拒绝将本属荆南、后为武贞军节度使雷满所占据的澧州、朗州还给荆南。徐彦若指出成汭是一位地位尊崇的节度使，自比桓、文，应足以自己击败雷满。成汭羞惭。
时清海军由行军司马刘隐掌兵权，徐彦若到任后，表刘隐为节度副使，徐彦若军令不行，事皆决于刘隐。徐彦若以兼判司勋司王涣为记室。天复元年（901年）十二月，徐彦若在清海节度使任上过世，遗表推荐刘隐知留后。刘隐家族后来控制清海，刘隐弟刘龑将在清海基础上建立南汉政权。
当时国家多难，徐彦若最得昭宗信任，有人向昭宗奏事，昭宗说：“你应该问徐彦若。”足见昭宗对徐彦若的倚任。

## 作品
- 《唐故通议大夫尚书左丞上柱国赐紫金鱼袋赠兵部尚书常山张公墓志铭并序》，志主张读

## 评价
- 《旧唐书》史臣曰：逐徐（彦若）、薛（薛王李知柔）于瘴海，置（郑）綮、（朱）朴于岩廊。[4]
- 《北梦琐言》：至如越州崔璆、湖南崔瑾、福建韦岫、郓州蔡崇（应为薛崇）、徐方支详、许昌薛能、河中李都窦潏、凤翔徐彦若，狼狈恐惧，求免不暇。

## 子
- 徐绾，天祐初年历任司勋、兵部二员外，户部、兵部二郎中。

孫女徐氏嫁孔昌弼之子孔葆，即徐氏是孔緯孫媳婦。